# Coupe de Palestine de football 1928
Navigation
Édition suivante
La Coupe de Palestine de football 1928 est la première édition de la compétition. 

## 1ertour
| Domicile                    | Score | Extérieur                     |
| Hapoël Haïfa                | 3–1   | Sporting Club El-Carmel Haifa |
| Maccabi Tel Aviv            | 5–0   | Maccabi Petah-Tikva           |
| Maccabi Hasmonean Jérusalem | 2–0   | RAF Amman                     |
| British Police Mount Scopus | 4–0   | Hapoël Jérusalem FC           |

## Quarts de finale
Les quarts de finale se jouent le 21 avril et 28 avril 1928
| Équipe 1                    | Score            | Équipe 2               |
| British Police Mount Scopus | 0–0 1-2 (rejoué) | Hapoël Haïfa           |
| P.G.H. Sarafand             | 3–3 1-3 (rejoué) | Hapoël Tel-Aviv        |
| Maccabi Hasmonean Jérusalem | 3–2              | Maccabi Tel Aviv       |
| Gaza Bedouins               | forfait          | Palestine Police Force |

## Demi-finales
Les demi-finales se jouent le 4 mai et 19 mai 1928
| Équipe 1                    | Score | Équipe 2      |
| Hapoël Tel-Aviv             | 1–0   | Gaza Bedouins |
| Maccabi Hasmonean Jérusalem | 1-0   | Hapoël Haïfa  |

## Finale
| 27 mai 1928 | Maccabi Hasmonean Jérusalem | 0 - 2 | Hapoël Tel-Aviv                            | Maccabi Ground, Tel-Aviv |                     |
|             |                             |       | Shlomo Poliakov 49e · Avraham Nudelman 81e | Spectateurs : 6 000      | Spectateurs : 6 000 |

L'Hapoël Tel-Aviv remporte le match, en battant le Maccabi Hasmonean Jérusalem. Cependant, le club de Jérusalem a fait appel à l'issue de la rencontre, affirmant qu'un joueur de Hapoel, Moshe Meir n'était pas enregistré. L'appel est accepté et les équipes partagent le trophée.